# Шлезінгер Михайло Іванович
Михайло Іванович Шлезінгер (угор. Mihály Schlesinger; нар. 25 лютого 1941, Ужгород) — український науковець, фахівець в галузі обробки зображень та розпізнавання образів, головний науковий співробітник МННЦ ІТС, один із засновників та науковий керівник компанії Viewdle, двічі лауреат Державної премії України (1988, 1997).

## Підручники та монографії
- Шлезингер М. И., Главач В. Десять лекций по статистическому и структурному распознаванию (отрывки). – Киев: Наукова думка, 2004. – 546 с.
- Michail I. Schlesinger, Václav Hlaváč. Ten Lectures on Statistical and Structural Pattern Recognition // Computational Imaging and Vision (CIVI), vol. 24. – Kluwer Academic Publishers – Dordrecht / Boston / London, 2002. – 519 p. – ISBN 1-4020-0642-X
- М. И. Шлезингер. Математические средства обработки изображений. – Киев: Наукова думка, 1989. – 196 с.
- В. М. Кийко, М. И. Шлезингер. Алгоритм выделения отрезков осевой линии на графических изображениях. – Киев: ИК, 1983. – 22 с.

## Публікації
М. І. Шлезінгер автор більш ніж двохсот наукових праць.
Основні публікації за 2011-2018 роки:
- М. И. Шлезингер, Б.Флах, Е. В. Водолазский Поиск заданного количества решений системы размытых ограничений //Кибернетика и системный анализ, К.: Наук.думка.- 2018. – № 1. – c. 67-83
- Шлезингер М. И. Распознавание образов как реализация определенного подкласса процессов мышления // Управляющие системы и машины.- К.: Наук.думка.- 2017.- №2.- c.20-37
- M.I.Schlesinger, E.V.Vodolazskiy, V.M.Yakovenko Frechet Similarity of Closed Plygonal Curves // International Journal of Computational Geometry & Applications, Vol.26, Nu.1, 2016, pp. 53-66
- Шлезингер М.И., Флах Б., Водолазский Е.В. Минимаксные задачи дискретной оптимизации, инвариантные относительно мажоритарных операторов // Журнал Вычислительной Математики и Математической Физики.- 2014.- № 8 .- Vol.54.- с. 134-144
- Шлезингер М.И., Водолазский Е.В., Яковенко В.М. Распознавание сходства многоугольников в усиленной хаусдорфовой метрике // Кибернетика и Системный Анализ.- 2014.- № 3 .- с. 174-187
- Шлезінгер М., Антонюк К., Водолазский Е. Оптимизационные задачи разметки и их эквивалентные преобразования // Управляющие системы и машины.- 2011, № 2.- с. 55-70
- М.И.Шлезингер, К.В.Антонюк Diffusion algorithms and structural recognition optimization problems // Кибернетика и системный анализ, К., Наук.думка, 2011.- 48, № 2.- с. 3-12

Main recent publications 1968-2011 // The Department of Image Processing and Recognition
М. И. Шлезингер. Ключевые моменты становления киевской школы распознавания изображений / К 50-летию Института Кибернетики им. Глушкова НАН Украины. Декабрь 2007 года
- Шлезингер М.И. Взаимосвязь обучения и самообучения в распознавании образов // Кибернетика.- 1968.- № 2.- С. 81-88.
- Шлезингер М.И. Двумерное обобщение контекстно-свободных языков и грамматик // Методы и средства информатики речи.- Киев: Ин-т кибернетики НАН Украины, 1991.- С. 36-47.
- Шлезингер М.И. Синтаксический анализ двумерных зрительных сигналов в условиях помех // Кибернетика.- 1976.- № 4.- С. 113-130.
- Коваль В.К., Шлезингер М.И. Двумерное программирование в задачах анализа изображений // Автоматика и телемеханика.- 1976.- № 8. - С. 149-168.
- Мацелло В.В., Провалов Ю.Л., Шарыпанов В.М., Шлезингер М.И. Система ввода и обработки графической информации // УСиМ. —1986. – № 6. – С. 66-60.
- Шлезингер М.И., Гигиняк В.В. Решение (max,+)-задач структурного распознавания с помощью их эквивалентных преобразований І // УСиМ.—2007. – №. 1. – С. 3-15.
- Шлезингер М.И., Гигиняк В.В. Решение (max,+)-задач структурного распознавания с помощью их эквивалентных преобразований ІІ // УСиМ.—2007. – №. 2. – С. 5-17,
- Schlesinger M. I., Flach B. Some solvable subclasses of structural recognition problems. // Czech Pattern Recognition Workshop. – Praha. – 2000. – P. 55-62.
- Schlesinger M. I., Flach B. Analysis of optimal labelling problems and their application to image segmentation and binocular stereovision // Proceedings East-West-Vision 2002 (EWV'02), Franz Leberl, Andrej Ferko (eds.), International Workshop & Project Festival on Computer Vision, Computer Graphics, New Media.- P. 55-60.
- Шлезінгер М.І., Савчинський Б.Д., Анохіна М.О. Синтаксичний аналіз та розпізнавання друкованих нотних текстів // Управляющиеся системы и машины. – 2003.- № 4.- С. 30-38.